# Israel en los Juegos Paralímpicos de Heidelberg 1972
Israel estuvo representado en los Juegos Paralímpicos de Heidelberg 1972 por un total de 30 deportistas, 19 hombres y 11 mujeres.

## Medallistas
El equipo paralímpico israelí obtuvo las siguientes medallas:
| Nombre                                                      | Deporte                       | Evento                         |
| ----------------------------------------------------------- | ----------------------------- | ------------------------------ |
| Oro                                                         |                               |                                |
| Zipora Rubin-Rosenbaum                                      | Atletismo                     | Jabalina 5 femenino            |
| Ora Goldstein                                               | Atletismo                     | Peso 4 femenino                |
| Malka Halfon-Potashnik                                      | Atletismo                     | Peso 5 femenino                |
| Ayala Malchan Margalit Peretz Shoshana Sharabi Rachel Tassa | Esgrima en silla de ruedas    | Florete por equipos femenino   |
| Shlomo Finkelstein                                          | Natación                      | 50 m espalda 3 masculino       |
| Shlomo Finkelstein                                          | Natación                      | 75 m estilos 3 masculino       |
| Arieh Rubin                                                 | Natación                      | 100 m braza 5 masculino        |
| Equipo                                                      | Natación                      | 3 × 50 m estilos 2-4 masculino |
| Baruch Hagai                                                | Tenis de mesa                 | Individual 4 masculino         |
| Plata                                                       |                               |                                |
| Ora Goldstein                                               | Atletismo                     | Disco 4 femenino               |
| Malka Halfon-Potashnik                                      | Atletismo                     | Jabalina 5 femenino            |
| Zipora Rubin-Rosenbaum                                      | Atletismo                     | Peso 5 femenino                |
| Ora Goldstein                                               | Atletismo                     | Pentatlón 4 femenino           |
| Chaim Fliter                                                | Atletismo                     | Jabalina 5 masculino           |
| Equipo                                                      | Baloncesto en silla de ruedas | Torneo masculino               |
| Shoshana Sharabi                                            | Esgrima en silla de ruedas    | Florete individual femenino    |
| Ora Goldstein                                               | Natación                      | 50 m braza 4 femenino          |
| Arieh Rubin                                                 | Natación                      | 100 m libre 5 masculino        |
| Arieh Rubin                                                 | Natación                      | 150 m estilos 5 masculino      |
| Bronce                                                      |                               |                                |
| Malka Halfon-Potashnik                                      | Atletismo                     | Disco 5 femenino               |
| Chaim Fliter                                                | Atletismo                     | Disco 5 masculino              |
| Equipo                                                      | Baloncesto en silla de ruedas | Torneo femenino                |
| Rachel Tassa                                                | Esgrima en silla de ruedas    | Florete individual femenino    |
| Shmuel Haimovitz                                            | Halterofilia                  | Peso pluma masculino           |
| Rachel Tassa                                                | Natación                      | 100 m libre 5 femenino         |
| Moshe Levy                                                  | Natación                      | 50 m espalda 4 masculino       |
| Mati Angel                                                  | Tenis de mesa                 | Individual 1A femenino         |
| Michal Escapa                                               | Tenis de mesa                 | Individual 3 femenino          |